# Vignoble du Médoc
Pour les articles homonymes, voir Médoc (homonymie).
Le vignoble du Médoc est une subdivision du vignoble de Bordeaux, sur la rive gauche. Le vaste vignoble du Médoc (approximativement 16 000 ha) est délimité de la Jalle de Blanquefort (au nord de l'agglomération bordelaise) jusqu'à la pointe de Grave, et de l'estuaire de la Gironde à la forêt des Landes.
Cet ensemble homogène produit presque exclusivement des vins rouges et regroupe un grand nombre de crus classés prestigieux, ainsi que de crus bourgeois et crus artisans plus abordables pour le consommateur, pour une production annuelle moyenne de 800 000 hl, soit un rendement moyen de 50 hl/ha.

## Historique

### Étymologie
Les Romains baptisèrent cette zone in medio aquæ, « au milieu des eaux », entre l'océan Atlantique et l'estuaire de la Gironde. Le nom a évolué en « Médoc ».

### De l'Antiquité au Moyen Âge
Durant toute l'Antiquité, le Médoc est une zone peu favorable car marécageuse, dont les landes parsemées de bois et de friches sont surtout consacrées à l'élevage. Les implantations humaines se concentrent alors sur les quelques reliefs, comme par exemple le vicus romain de Brion (à Saint-Germain-d'Esteuil) sur une butte dominant l'ancien marais tourbeux.
Au Moyen Âge, la région reste assez isolée par manque de routes, les échanges commerciaux se faisaient par de petits ports le long de la Gironde (à Macau, Issan, Cussac, Saint-Julien, Pauillac, Saint-Estéphe, Cadourne, Lamena et Castillon). Les palus le long de l'estuaire et des jalles ne sont pas drainés et sont régulièrement inondés. Selon l'historien Hugh Johnson, le vignoble bordelais médiéval était essentiellement localisé sur les appellations actuelles graves et premières-côtes-de-bordeaux, avec quelques vignes éparses dans l'Entre-deux-Mers et le Blayais. En 1401, le duc de Guyenne (et roi d'Angleterre) Henri IV interdit l'exportation des vins en aval du port de Bordeaux.

### Période moderne
En 1572, on cultive principalement du blé au domaine de Lafite, alors confié à une soixantaine de fermiers. En 1599, Henri IV ordonne de faire venir des techniciens des Pays-Bas pour drainer la région, dans le but d'accroître la surface agricole (le même travail, à la même époque est entrepris à plus grande échelle dans le marais poitevin). Au XVIIe siècle, l'assèchement des terres crée une agriculture vivrière d'abord, mais rapidement, les parlementaires et négociants bordelais y achètent des terrains ressemblant aux graves plus au sud où se produit le « vin de Bordeaux » de l'époque. Arnaud III de Pontac est alors le propriétaire du château Haut-Brion, mais aussi au Taillan, à Saint-Estèphe (domaine de Pez) et dans le Bas-Médoc, dont il vendait les vins notamment à Londres sous le nom de « Pontac ». La constitution de domaine va bon train : Pierre de Lestonnac réuni des parcelles autour de Lamothe-Margaux (emplacement du château Margaux), Arnaud de Mullet devient propriétaire en 1595 du domaine de la Tour de Saint-Mambert (l'actuel château Latour) ; la vigne progresse lentement. John Locke mentionne le vin de Médoc en 1677 lors de son voyage.
Début XVIIIe siècle, le Bordelais fut frappé d'une « fureur de planter » (selon l'intendant Boucher en 1724), les notables bordelais créant la majorité des domaines qui furent ensuite classés. C'est le cas notamment du marquis de Ségur (président du Parlement de Bordeaux et homme de cours, surnommé le « prince des vignes » par Louis XV), alors propriétaire de Latour, Lafite, Mouton, Calon-Ségur et d'autres propriétés dans le Médoc et les Graves. Le financement de la suite des travaux d'assèchement est assuré par les plus fortunés des marchands de vin, certains venant même d'Angleterre ou d'Irlande. Le vignoble du Médoc compte toujours de nombreux châteaux dont les noms rappellent l'origine britannique de leurs créateurs : Boyd-Cantenac, Cantenac Brown, Clarke, Dillon, Kirwan, Langoa Barton, Léoville Barton, Lynch-Bages, Lynch-Moussas, MacCarthy (en), Palmer…
À cette époque apparait le cabernet sauvignon. Ce cépage commence à être planté de façon marginale au cours du XVIIIe siècle : il est formellement identifié en tant que tel en 1783 à Pauillac. Des tests génétiques menés par l'équipe de Carole Meredith de l'université de Californie à Davis ont trouvé un métissage datant de moins de 600 ans entre le cabernet franc et le sauvignon blanc. Le métissage a vraisemblablement eut lieu en Médoc où ses qualités ont encouragé les viticulteurs à le planter. Cependant, ce n'est qu'avec la replantation après l'anéantissement du vignoble par le phylloxéra que le cabernet sauvignon devient important. Dès le XVIIIe siècle, il y a un classement de fait des différents vins, en fonction du prix, mais réservé aux négociants. Thomas Jefferson, alors ambassadeur des États-Unis en France, visite quelques propriétés du Médoc et des Graves en mai 1787, conseillé par le courtier Lawton.

### Période contemporaine
En 1816, Jullien décrit les vignobles du Médoc comme fournissant « les vins rouges de première qualité », présentés avant ceux des Graves et du Libournais. Les cépages principaux dans le Médoc étaient alors le carmenet (cabernet franc), la carmenère, le malbek (malbec) et le verdot, complétés par le tarnex, le mancin et la pétouille. L'auteur présente un classement des rouges, mettant en tête surtout des producteurs du haut Médoc :
- « première classe », le Lafite, le Latour, le Château-Margaux et le Haut-Brion[16] ;
- « deuxième classe », le Rozan, le Gorce, le Léoville, le Larose, le Mouton, le Pichon-Longueville et le Calon[17] ;
- « troisième classe », des vins de Pauillac, Margaux, Saint-Estèphe, Saint-Julien, Castelnau-de-Médoc, Talance, Pessac, Mérignac et Canon[18] ;
- 4e classe, des vins du haut Médoc (Labarde, Cussac, Blanquefort, Macau et Saint-Surin-de-Cadourne), de Saint-Émilion, de Laujac (en bas Médoc), de certains palus (Queyries, Montferrant et Bassens)[19] ;
- 5e classe, des vins du bas Médoc, des palus et des côtes (Letourne, Langoiran, Bourg et Saint-Macaire)[20] ;
- les « vins communs », de l'île Saint-Georges, des petits palus sur la Dordogne, de Libourne, d'Arveyres, de Blaye, de Fronsac[21], etc.

En 1824, Wilhelm Franck fait publier une liste par commune de 408 domaines viticoles du Médoc, avec des tableaux des prix pratiqués de 1782 à 1824 ; ces informations sont reprises en 1828 par le Britannique Paguierre (même s'il recommande de fortifier le vin avec de l'eau-de-vie). En 1846, c'est Charles Cocks qui fait éditer en anglais un classement des vins de Bordeaux, ensuite largement réimprimé et traduit à partir de 1850. En 1855, à l'occasion de l'exposition universelle, le Syndicat des courtiers de commerce de Bordeaux rédige la classification officielle des vins de Bordeaux de 1855, comprenant 79 domaines. C'est sous le Second Empire que les premiers châteaux sont construits dans le Médoc (en commençant par Pichon-Lalande) : jusque-là, les domaines sont appelés des crus, ou parfois des clos. Le XIXe siècle est aussi le siècle de l'arrivée à Bordeaux de l'oïdium (en 1857), du phylloxéra (dès 1866, mais surtout de 1875 à 1892) et du mildiou (en 1878), qui ravagent le vignoble. C'est à Bordeaux qu'on invente la fameuse « bouillie bordelaise » qui permet de lutter contre le mildiou : c'est un mélange d'eau, de sulfate de cuivre et de chaux qui stoppe les ravages de cette moisissure. On doit cette invention à Alexis Millardet et Ulysse Gayon.
En 1901 est fondée l'Union syndicale des propriétaires des crus classés du Médoc, regroupant les représentants des négociants, des grands domaines comme des petits producteurs, dans le but de contrôler l'origine du vin pour lutter contre les fraudes. 1935 voit la création du Comité national des appellations d'origine sur proposition du député de Gironde Joseph Capus ; dès 1936, les premières appellations d'origine sont définies : le haut-médoc, le médoc, le saint-estèphe, le saint-julien, le pauillac (décrets du 14 novembre 1936), le moulis-en-médoc (14 mai 1938), le margaux (10 août 1954) et le listrac-médoc (8 mai 1957).

## Appellations

### Hiérarchisation des AOC

Carte des vignobles du Médoc (au nord) et des Graves (au sud) de part et d'autre de l'agglomération bordelaise, montrant les différentes aires d'appellation.

Toutes les appellations spécifiques au Médoc sont des vins rouges ; un vin blanc produit sur le Médoc se fait sous l'appellation générique bordeaux blanc.
Le vignoble du Médoc correspond à une appellation régionale, le médoc. Dans cette zone, une zone limitée à la partie sud produit une AOC plus restrictive, le haut-médoc.
La hiérarchisation comprend ensuite six AOC communales ou locales, ici du sud vers le nord :
- le margaux ;
- le moulis (ou moulis-en-médoc) ;
- le listrac-médoc ;
- le saint-julien ;
- le pauillac ;
- le saint-estèphe.

### Classements
Trois classements officiels existent pour les vins du Médoc : d'abord le classement historique établi en 1855, qui regroupe les vins rouges et les moelleux de Sauternes et Barsac ; ensuite un classement plus récent, datant initialement de 1932 mais révisé ponctuellement (les dernière fois en 2020 et 2025), des crus bourgeois du Médoc consacré aux vins rouges uniquement ; enfin le classement des crus artisans, dont le premier date de 2006 (revu tous les cinq ans).

## Géographie
Le vignoble du Médoc couvre une superficie de 16 000 hectares pour une production moyenne de 800 000 hl, soit un rendement moyen de 50 hl/ha.

### Situation
Le vignoble de Médoc est planté sur une bande de terre entre la Jalle de Blanquefort (au nord de l'agglomération bordelaise) jusqu'à la Pointe de Grave, et de l'estuaire de la Gironde à la forêt des Landes. Il couvre une zone de 50 km du nord au sud et de 15 km dans sa plus grande largeur.

### Géologie et orographie

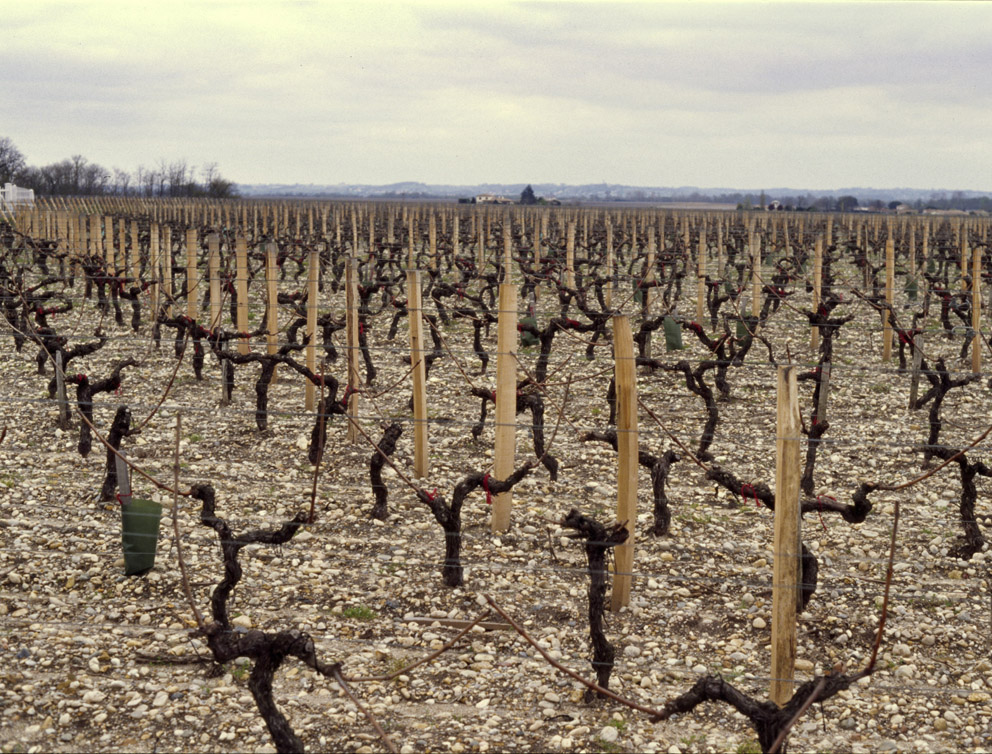
Vignes à Moulis sur graves caillouteuses typiques du Médoc.

Le vignoble du Médoc est planté sur des alluvions détritiques du Quaternaire amenés par la Garonne. Déposés au cours des millénaires sur le même substrat sableux que la forêt des Landes, cette roche détritique a complètement changé la nature du sol. Il s'agit de couches plus ou moins épaisses (supérieures à dix mètres) de sables et graviers mêlés d'un peu d'argile appelées « graves » (ce qui a donné son nom à l'AOC graves), amenés des reliefs pyrénéens et auvergnat. Les zones les plus épaisses sont situées sur les communes ayant donné lieu aux AOC communales (margaux, moulis-en-médoc, listrac-médoc, saint-julien, pauillac et saint-estèphe) Au nord, sur l'AOC médoc, les dépôts sont moins épais et de plus faible granulométrie.
Ces alluvions forment des collines localement appelées « croupes de graves » séparées par des ruisseaux de drainage, les « jalles ». Ces ruisseaux évacuent l'eau excédentaire. Ainsi, une croupe contient peu d'eau, est peu fertile et oblige les racines de la vigne à descendre dans les profondeur chercher l'eau. Ce terroir est très qualitatif, ne craignant ni excès d'eau, ni sècheresse, une fois que les vignes sont assez vieilles pour avoir colonisé leur espace racinaire,.

### Climatologie
Le climat est océanique tempéré. La pluviométrie est répartie de manière assez homogène tout au long de l'année avec des automnes plutôt pluvieux. L'arrivée plus précoce des perturbations entraine une année difficile. Au contraire, les années à belle arrière-saison assurent de bons millésimes. Les températures donnent des hivers doux et des étés chauds sans sècheresse. Le bon ensoleillement assure une bonne maturité au raisin.
La station météorologique Météo-France de Pauillac (d'abord route du lavoir, 45° 12′ 42″ N, 0° 46′ 21″ O, à 21 mètres d'altitude, puis depuis 2004 à Loubeyres-Sud, 45° 12′ 51″ N, 0° 46′ 58″ O, à 26 m d'altitude) fourni des relevés depuis 1962.
| Mois                              | jan. | fév.  | mars  | avril | mai   | juin  | jui.  | août  | sep.  | oct.  | nov.  | déc. | année   |
| --------------------------------- | ---- | ----- | ----- | ----- | ----- | ----- | ----- | ----- | ----- | ----- | ----- | ---- | ------- |
| Température minimale moyenne (°C) | 3,3  | 3,5   | 5,5   | 7,5   | 11    | 13,8  | 15,4  | 15,5  | 12,8  | 10,3  | 6,3   | 4    | 9,1     |
| Température moyenne (°C)          | 6,6  | 7,4   | 10,1  | 12,4  | 16,2  | 19,2  | 21,1  | 21,2  | 18,4  | 14,8  | 10    | 7,2  | 13,7    |
| Température maximale moyenne (°C) | 9,9  | 11,3  | 14,7  | 17,3  | 21,4  | 24,7  | 26,9  | 27    | 24    | 19,4  | 13,8  | 10,4 | 18,4    |
| Nombre de jours avec gel          | 7,6  | 6,4   | 2,2   | 0,1   | 0     | 0     | 0     | 0     | 0     | 0,1   | 2     | 5,8  | 24,2    |
| Ensoleillement (h)                | 83,9 | 126,2 | 170,9 | 204,5 | 232,2 | 251,1 | 272,7 | 254,7 | 223,3 | 158,2 | 106   | 91,6 | 2 175,2 |
| Précipitations (mm)               | 83,9 | 61,5  | 57,6  | 73,3  | 62,6  | 52,5  | 49    | 50,6  | 68,5  | 93,8  | 110,7 | 97,8 | 861,8   |

| Diagramme climatique                                  |             |             |             |            |              |            |            |            |              |              |           |
| J                                                     | F           | M           | A           | M          | J            | J          | A          | S          | O            | N            | D         |
| 9,93,383,9                                            | 11,33,561,5 | 14,75,557,6 | 17,37,573,3 | 21,41162,6 | 24,713,852,5 | 26,915,449 | 2715,550,6 | 2412,868,5 | 19,410,393,8 | 13,86,3110,7 | 10,4497,8 |
| Moyennes : • Temp. maxi et mini °C • Précipitation mm |             |             |             |            |              |            |            |            |              |              |           |

### Encépagement

#### Cépages principaux
Ils représentent plus de 90 % de l'encépagement. Ce sont :
- le cabernet sauvignon N apporte charpente et structure au vin et capacité de garde.
- le merlot N rondeur, souplesse, complexité et capacité à apprécier le vin plus jeune.
- le cabernet franc N apporte rondeur, fruité, complexité au vin.

#### Cépages complémentaires
- le malbec ou côt apporte souplesse, rondeur et structure, mais demande que le rendement soit bien maîtrisé.
- le petit verdot apporte arôme, charpente et structure, mais nécessite une bonne maturité.
- la carménère est un cépage relique quasi absent.

Les cépages du Médoc
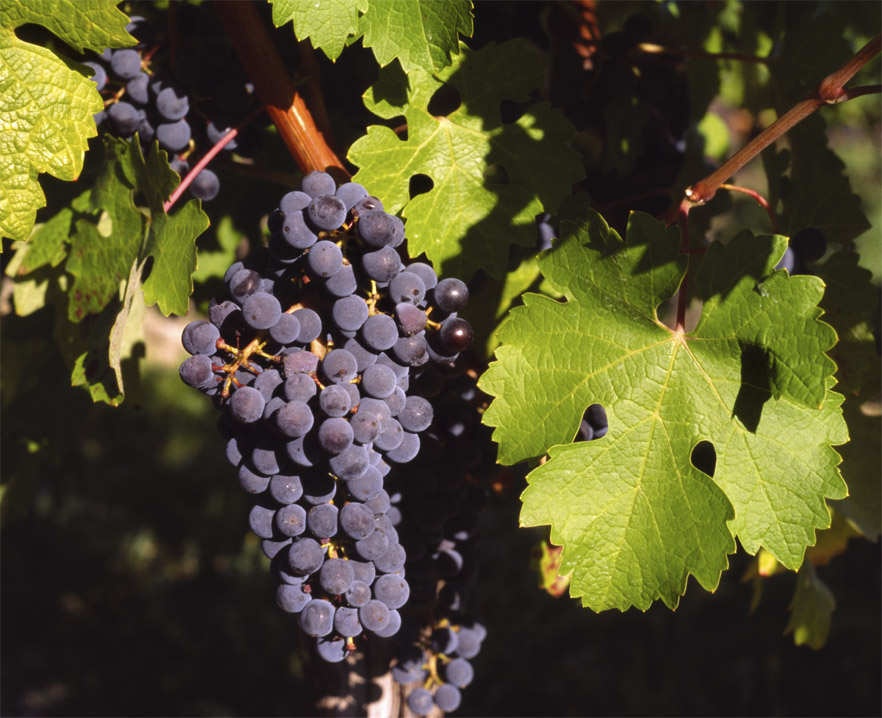
Cabernet sauvignon N.
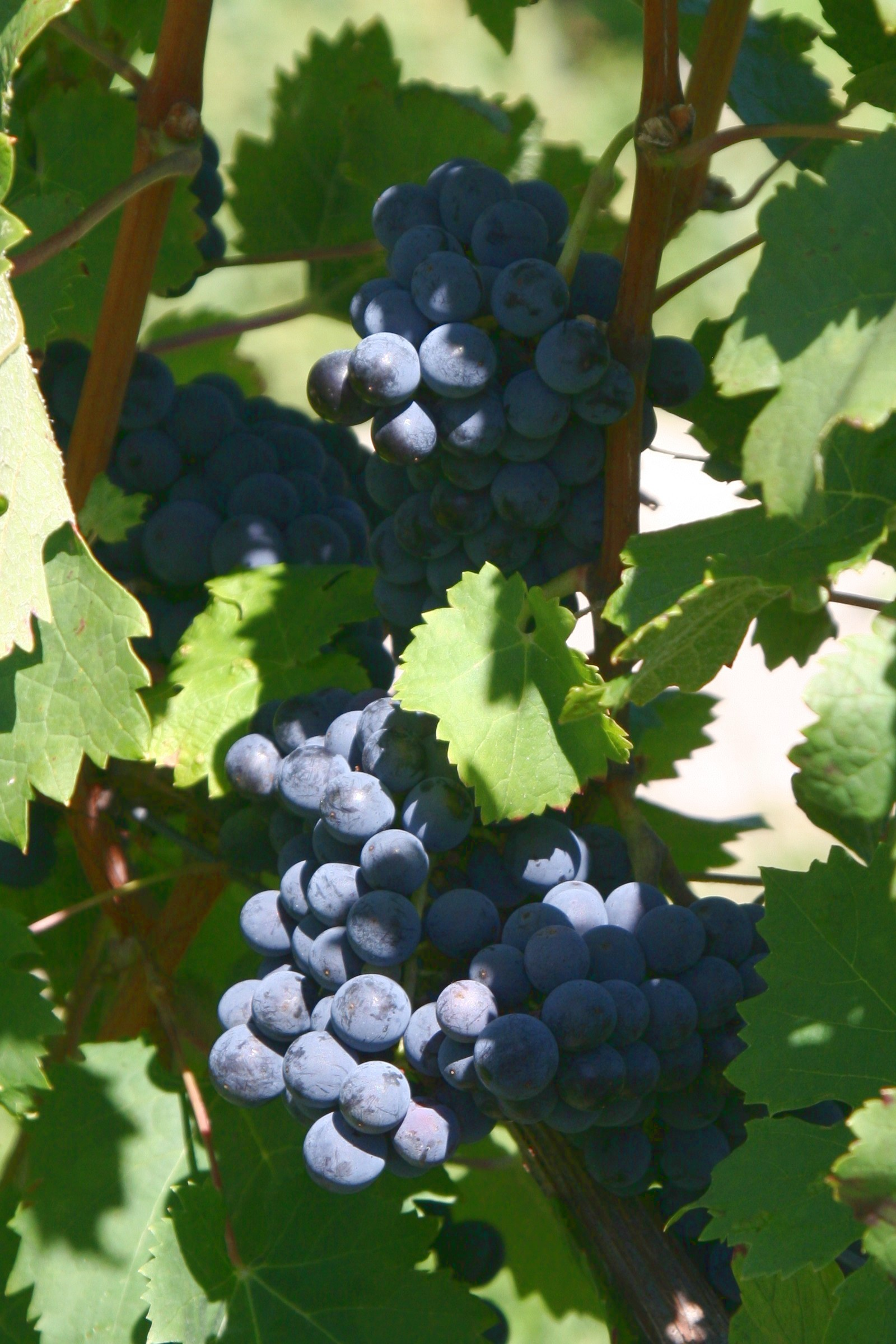
Cabernet franc N.
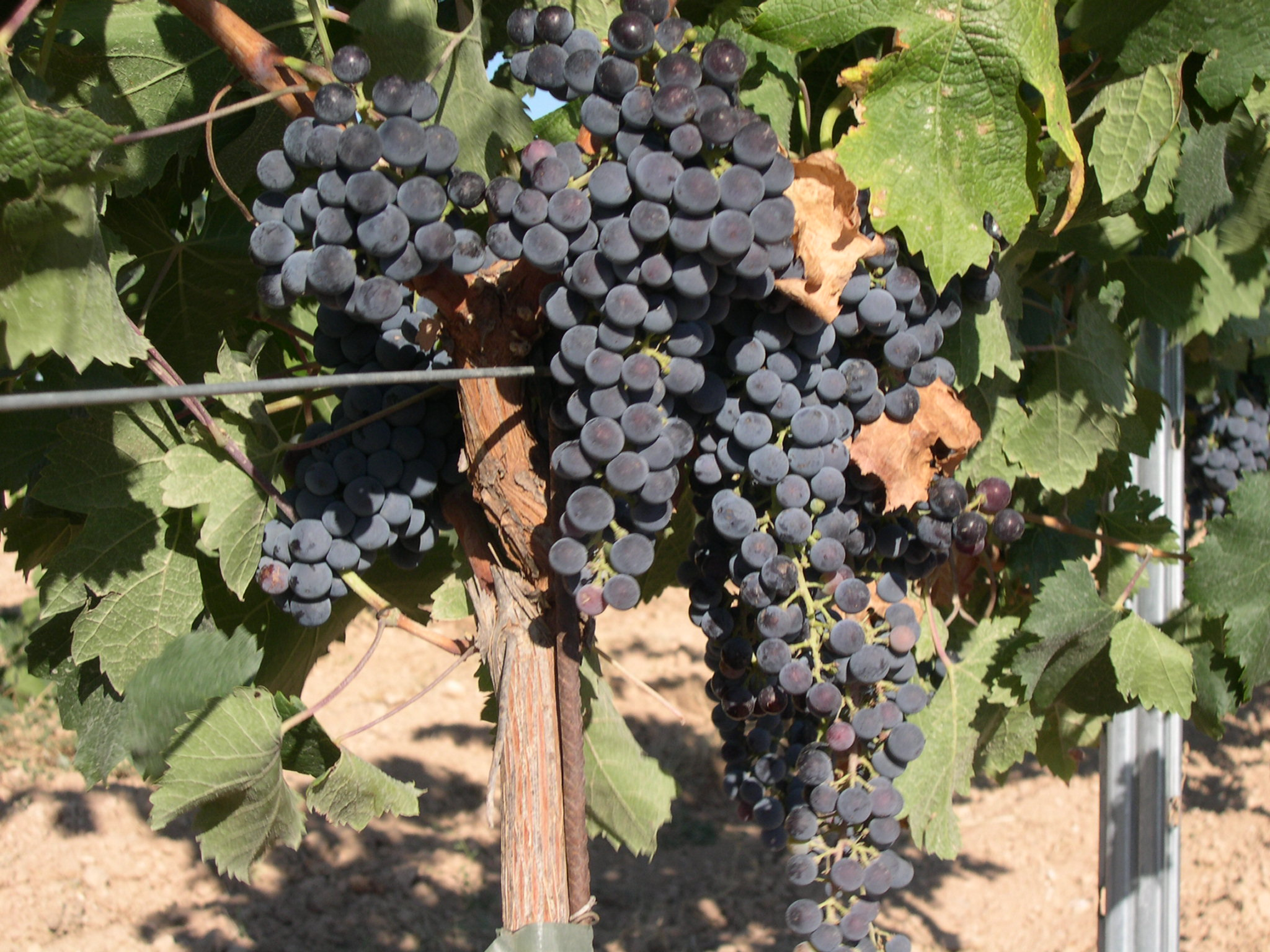
Merlot N.
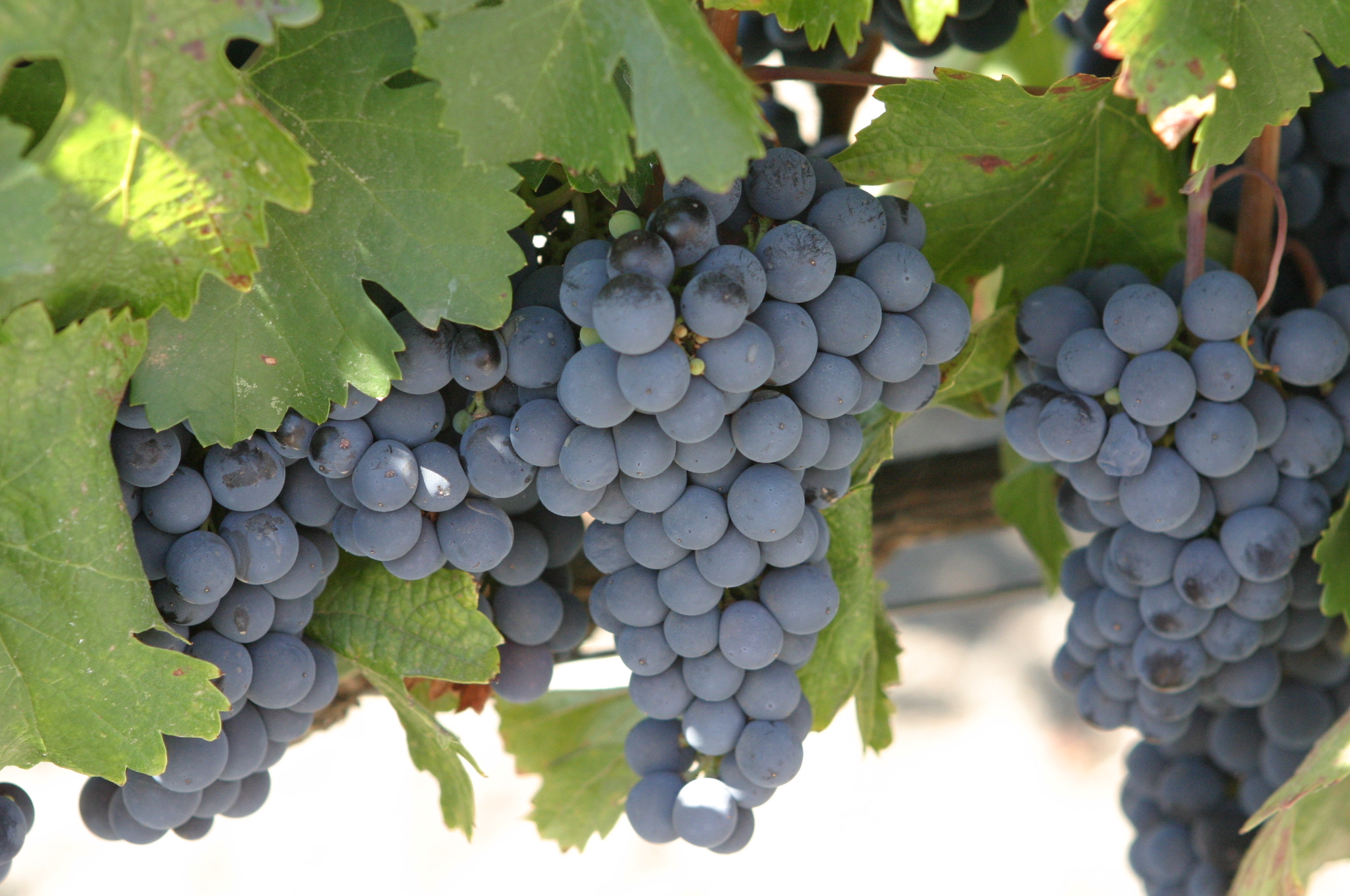
Côt N ou malbec N.
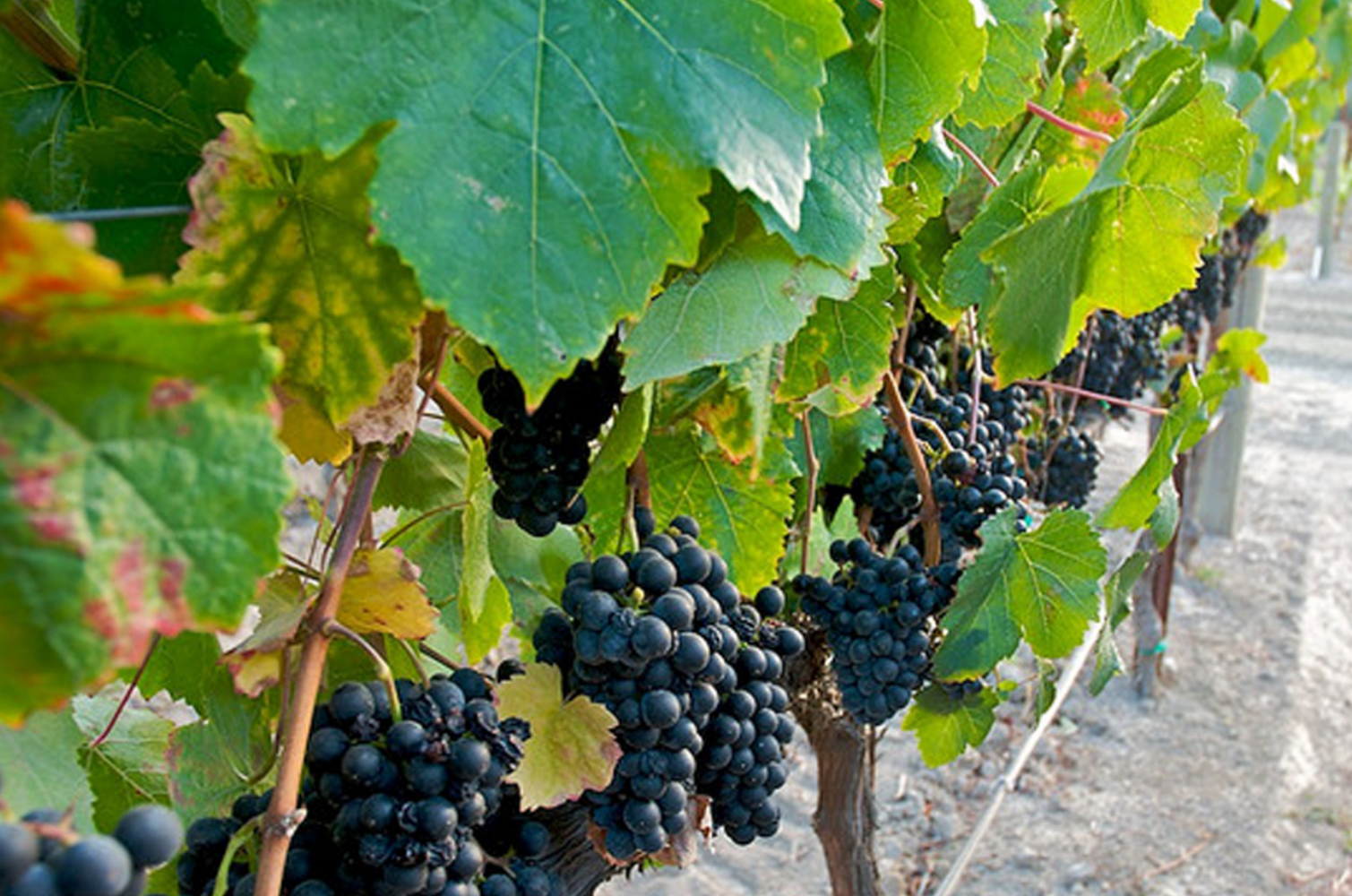
Petit Verdot.

### La taille
Les cépages et le climat nécessitent une taille spécifique. C'est donc essentiellement la taille médocaine qui est utilisée. C'est comme le guyot double avec un ou deux coursons (cot), en fonction de son utilité. Quelques parcelles conduites en gobelet existent toutefois. Un palissage est quasi généralisé, permettant d'obtenir une hauteur de feuillage propice à une bonne maturité.

### Le travail en vert
Les années de grosse sortie de fleurs, une vendange en vert est pratiquée. Elle consiste à faire tomber du raisin en trop avant sa maturité. La vigne peut ainsi mieux nourrir le raisin restant qui donne un vin plus riche et concentré.

### La récolte
La récolte mécanique a majoritairement conquis le vignoble, mais de nombreux domaines et châteaux classés continuent à vendanger à la main pour pouvoir trier le raisin et éliminer les grappes attaquées par une maladie ou insuffisamment mûres.

## Vins
Le vignoble du Médoc produit essentiellement des vins rouges. Il reste encore quelques plantations en blanc, au Château Loudenne (au nord) auquel il faut rajouter le Pavillon blanc du Château Margaux, et d'autres productions plus modernes répondant à un souci de marketing, le blanc de Lynch-Bages par exemple. Autrefois, les deux productions coexistaient, les vendanges mêlant tous les cépages pour produire une sorte de vin rosé, le « claret », cher aux Anglais. Ces vins blancs, surtout à base du cépage sauvignon, ne peuvent prétendre qu'aux appellations médoc et bordeaux.

### Vinification

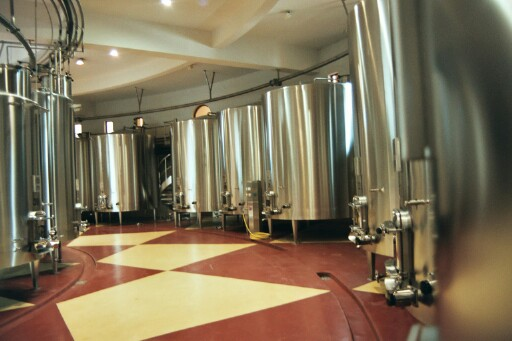
Chai de vinification en cuve inox.

Le raisin est éraflé ou pas selon le cépage, le millésime, le degré de maturité et le type de vin à élaborer. En effet, la rafle (grappe) donne de l'acidité et des tanins herbacés et diminue le degré final du vin, mais peut apporter vivacité en bouche et structure à un vin.

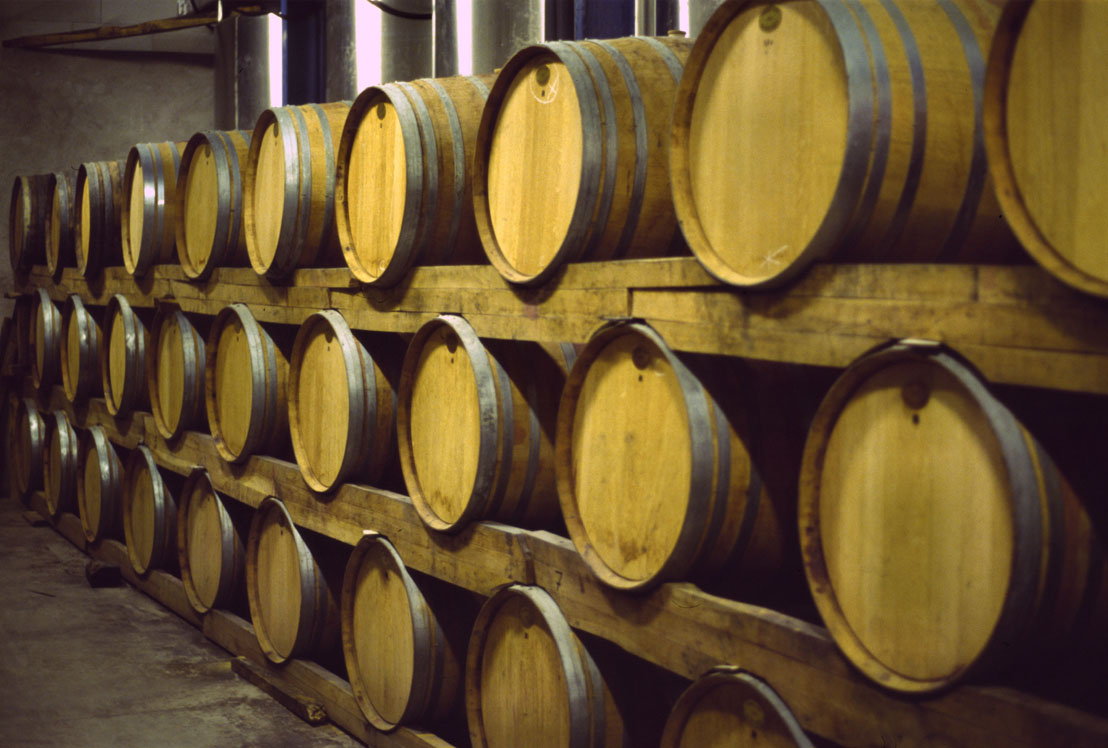
Cave de vieillissement en barrique.

Ensuite, le raisin est mis à macérer en cuve (en inox ou en béton). La fermentation se déroule avec des remontages et délestages destinés à faire migrer la couleur (anthocyanes) et les tanins (polyphénols) de la pellicule du raisin dans le moût. Cette phase dure de quinze à trente jours avant que le jus soit écoulé et le marc pressuré. Une partie du vin de presse peut être ajouté au vin de goutte pour amener de la complexité. C'est à ce stade qu'a lieu la fermentation malolactique (opération naturelle de désacidification).

### Élevage
Le vin est gardé en cuve pleine de six à 24 mois. Certaines cuvées les plus structurées, comme le vin des châteaux classés, sont élevés en fût de chêne. Le vin est soutiré environ tous les trois mois afin de retirer les lies qui peuvent communiquer des mauvais goûts. En fin d'élevage, le vin est collé et filtré pour éliminer les dernières particules solides encore en suspension. Le vin est alors prêt pour la mise en bouteille

### Caractères

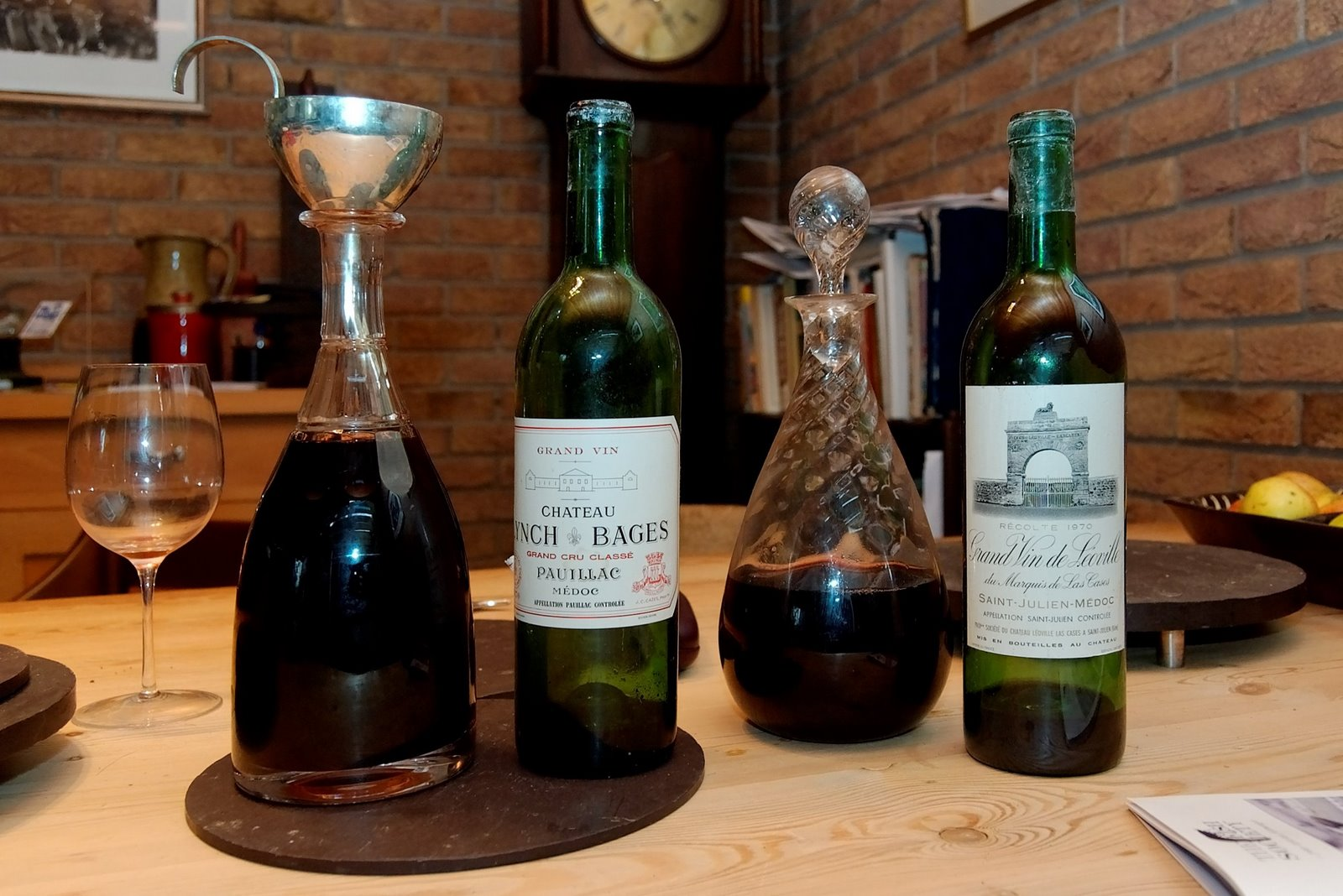
Deux médocs mis en carafe : Château Lynch-Bages (appellation pauillac) et Château Léoville Las Cases (appellation saint-julien).

Les vins du Médoc sont des vins rouges de moyenne ou longue garde. Ils demandent de deux à plus de dix ans de cave pour arriver à leur qualité optimale. Ils conservent ensuite ces qualités quelques années.
De robe rouge rubis sombre, voire presque noire dans leur jeunesse, ils prennent avec l'âge une teinte « bordeaux ». La palette aromatique va des fruits rouges (fraise, groseille) aux fruits noirs (mûre, myrtille) en passant par les arômes épicés, (poivre, réglisse, eucalyptus, menthol) empyreumatiques, (caramel, café, cacao, chocolat, tabac blond...) ou balsamiques (boisé, pain grillé, brûlé, toasté...).
En bouche, ce sont des vins structurés et charpentés. Leurs tannins jeunes peuvent être un peu agressifs mais après le temps de garde adéquat, leur rondeur et leur longueur en bouche sont remarquables.

### Commercialisation
Traditionnellement, les vins du Médoc étaient commercialisés en vrac par le négoce bordelais du quartier des Chartrons. Depuis quelques décennies, la mise en bouteille au château s'est généralisée et de nombreux domaines commercialisent leurs vins par leurs propres moyens, en vente directe à la propriété, sur les foires ou par le réseau des cavistes.

### Hiérarchie des prix
Le prix de vente des vignes ayant droit à l'appellation régionale médoc est officiellement en 2023 de 25 000 euros l'hectare en moyenne (variant entre 15 000 et 50 000 €), tandis que pour l'appellation haut-médoc elles se vendent à une moyenne de 50 000 € (de 30 000 à 140 000 €). Pour les appellations communales, les prix s'envolent : 40 000 € pour du listrac (de 20 à 30 000), 70 000 € pour du moulis (de 40 à 90 000), 500 000 € pour du saint-estèphe (de 300 000 à 1,2 million), 1,5 million pour du margaux (de 1 à 2,5), 1,8 pour du saint-julien (de 1,2 à 2) et 3 millions d'€/ha pour du pauillac (2,2 jusqu'à 4,5, des prix qu'on ne retrouve que pour du pomerol ou quelques grands crus bourguignons). On est loin du prix pour un hectare de l'appellation générique bordeaux rouge à 9 000 €/ha (de 4 000 à 17 000) ou de la terre agricole en Gironde qui est à une moyenne de 7 590 €/ha.
Pour une comparaison entre les appellations, on peut aussi prendre les prix pratiqués en vrac (en € pour une tonneau de 900 litres) officiellement pour le calcul des fermages en 2023, qui fournissent une hiérarchie :
- 833,5 € (92,5 €/hl) pour du bordeaux rouge ;
- 1 329,5 € (147.5 €/hl) pour du médoc ;
- 1 588,5 € (176.5 €/hl) pour du haut-médoc ;
- 1 812,5 € (201.5 €/hl) pour du listrac ou du moulis ;
- 5 278,5 € (586.5 €/hl) pour du saint-estèphe ;
- 8 933 € (992.5 €/hl) pour du margaux ;
- 7 648 € (850 €/hl) pour du saint-julien ;
- 9 304 € (1 034 €/hl) pour du pauillac.

Les prix dans le commerce sont évidemment bien plus élevés, variant considérablement en fonction du nom du producteur.

### Gastronomie

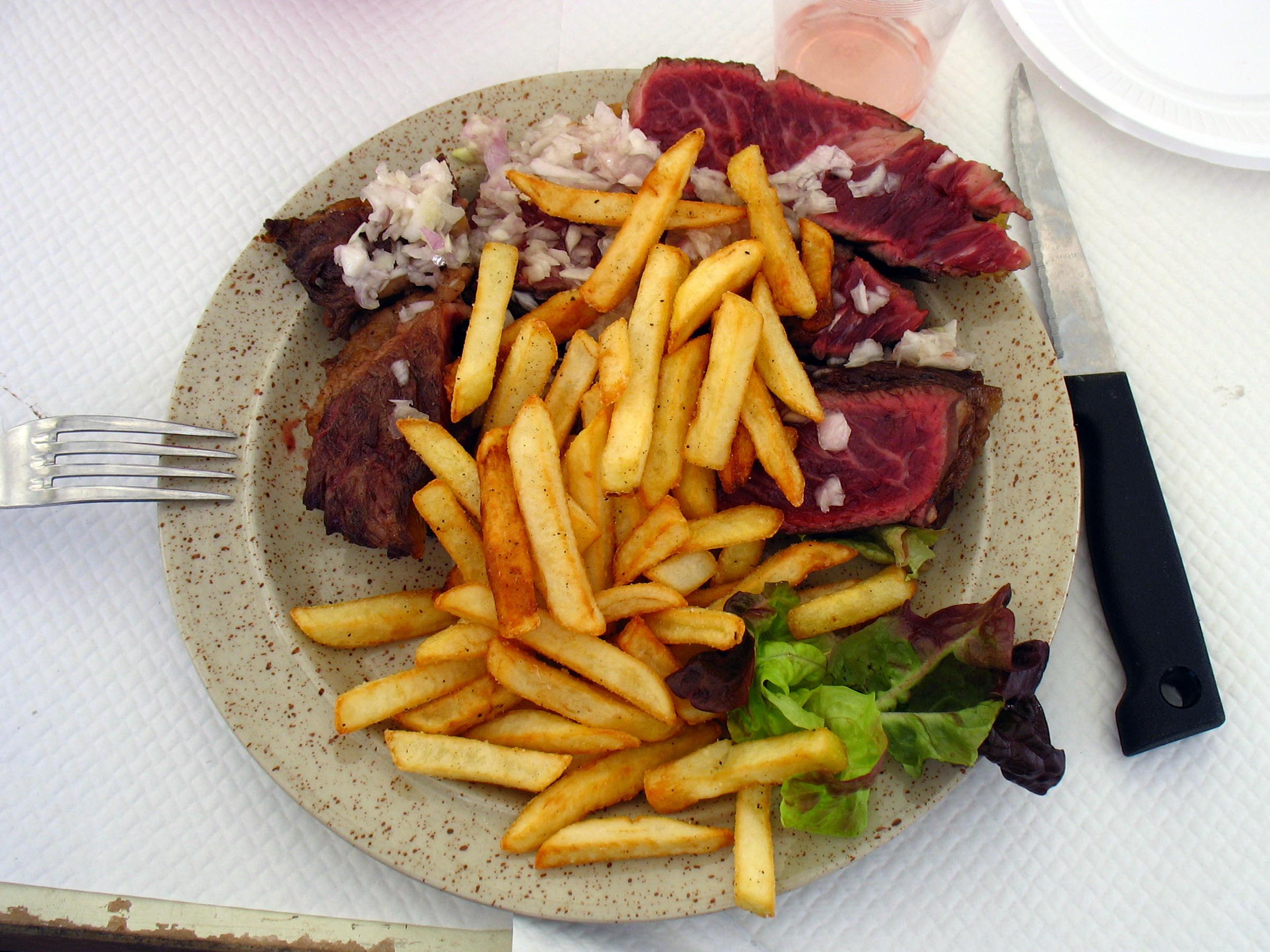
Entrecôte à la bordelaise.

Les vins du Médoc supportent d'accompagner des plats riches en goût qu'ils doivent sublimer.
Les pièces de bœuf rôties ou grillées (entrecôte à la bordelaise par exemple), le gibier (daubes de chevreuil ou de sanglier, palombes, bécasses ou grives), l'agneau de Pauillac (le gigot, ou le carré) servi grillé sur des sarments de vigne.
Côté plateau à fromage, ils supportent des fromages riches en goût, tel que le bleu d'Auvergne, ou un cantal affiné.
Les vins du Médoc sont également la base de quelques produits dérivés, dont la gelée de vin du Médoc, traditionnellement servie pour accompagner des fromages ou agrémenter un jus de viande.

## Tourisme

### Route des vins

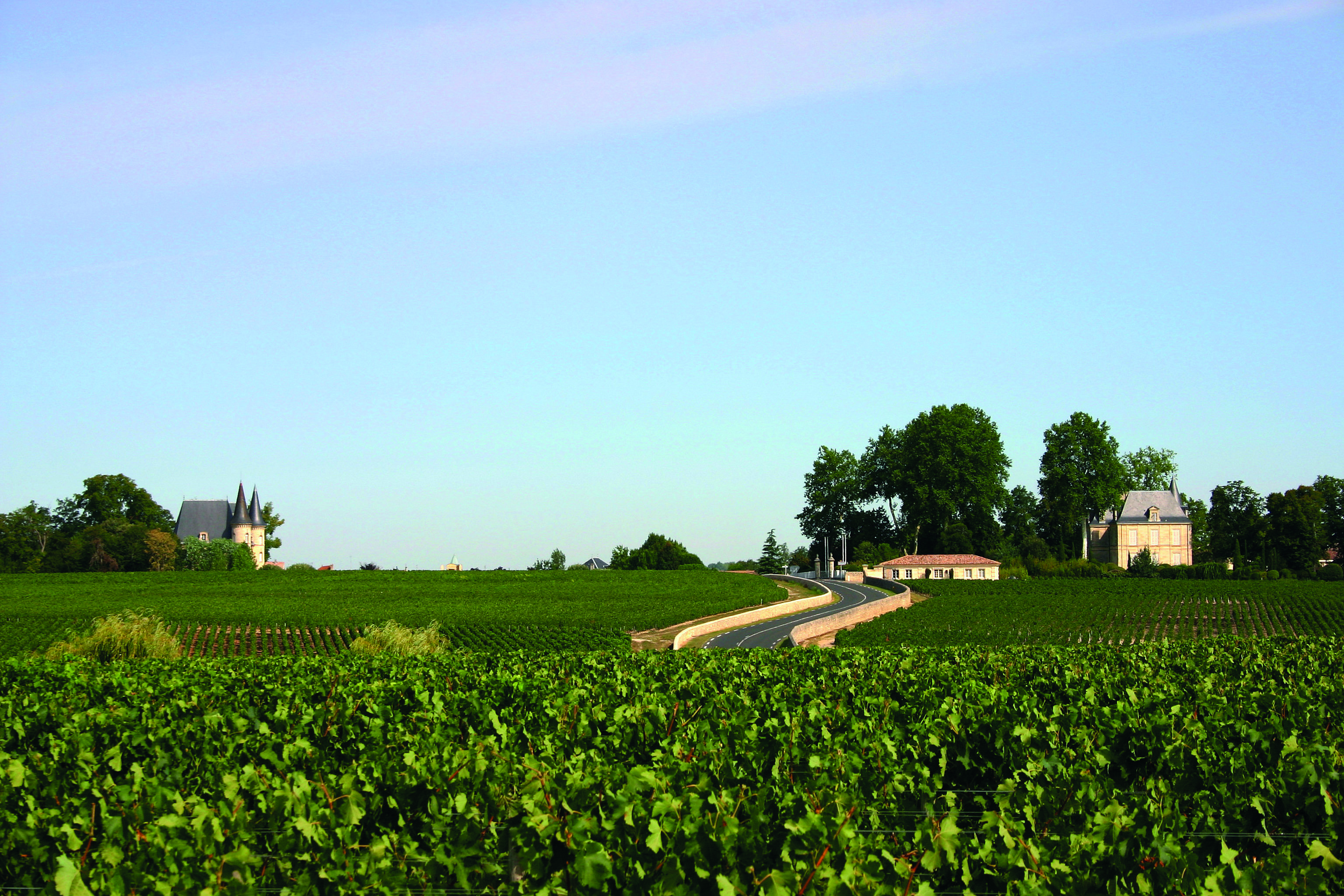
Route des Châteaux à l'entrée Sud de Pauillac (Château Pichon Baron à gauche et Château Pichon Longueville Comtesse de Lalande à droite).

La départementale 2 parcourt le vignoble du sud au nord en passant par les vignobles les plus prestigieux. Depuis Blanquefort, elle traverse la plupart des appellations médocaines. D'abord l'appellation haut-médoc, puis celle de margaux ; elle flirte ensuite avec l'appellation moulis, avant de traverser à nouveau les terroirs d'appellation haut-médoc. Ce sont ensuite les châteaux des appellations saint-julien, pauillac et saint-estèphe qui sont bordés par cet itinéraire. Avant de passer par les terres d'appellation médoc jusqu'à la fin de la RD2 à Saint-Vivien-de-Médoc, la « Route des Châteaux du Médoc », sillonne une nouvelle fois, à Saint-Seurin-de-Cadourne, l'appellation haut-médoc.
Un dépliant édité par la maison des vins de Bordeaux guide l'amateur de promenade. Y figurent les adresses des « maisons des vins » des AOC médocaines, une petite carte et une brève description de l'itinéraire avec les détours à faire pour déguster et visiter villes, plages, châteaux...
Enfin, le Conseil des vins du Médoc édite chaque année un guide gratuit (environ 90 pages), Destination Vignobles en Médoc, qui présente le terroir et le territoire, et toute l'offre œnotouristique du Médoc. Les châteaux du Médoc sont présentés, et leurs offres de découverte sont spécifiées. Ce guide est distribué par les offices de tourisme et les maisons des vins.